# چوگای
چوگای (انگلیسی: Chugai) شرکت داروسازی ژاپنی است، که در سال ۱۹۴۳ تأسیس شد.